# Кубок Греції з футболу 1954—1955
Кубок Греції 1954—55 — 13-й розіграш Кубка Греції.
Фінал відбувся 12 червня 1955 на стадіоні Апостолос Ніколаїдіс (Афіни). Зустрілися команди Панатінаїкос та ПАОК. Панатінаїкос виграв з рахунком 2:0.

## Чвертьфінали
| Господарі       | Результат | Гості            |
| --------------- | --------- | ---------------- |
| ПАОК            | 4-2       | Паніоніос        |
| Докса Драма     | 5-3       | Олімпіакос Волос |
| Панатінаїкос    | 1-0       | Аріс             |
| Аполлон Смірніс | 3-1       | Олімпіакос       |

## Півфінал
| Господарі    | Результат | Гості           |
| ------------ | --------- | --------------- |
| Панатінаїкос | 2-1       | Аполлон Смірніс |
| ПАОК         | 1-0       | Докса Драма     |

## Фінал
| 12.06.1955 |

| Панатінаїкос               | 2:0 | ПАОК |
| -------------------------- | --- | ---- |
| Kourtzidis 24' Panakis 31' |     |      |

| Апостолос Ніколаїдіс, Афіни Арбітр: Diamandopoulos |